# Tchip
Le tchip, ou tchipage, est un élément de communication non verbale. Il est courant en Afrique, ainsi que parmi les populations d'origine africaine dans les Antilles ou aux États-Unis. Il existe dans les sphères francophone, anglophone et néerlandophone.

## Origine
La pratique du tchipage provient d'Afrique, plus précisément d'Afrique de l'Ouest ; cette origine a été mise en évidence en 1976 par Rickford et Rickford, à partir d'une étude faite au Guyana. Pour la Jamaïque, les apports proviennent d'emprunts aux langues igboïdes au patwa jamaïcain, en particulier l'igbo et son « ima osu » ou « ima oso ».
Au travers des cultures noires, qu'elles soient africaines, caribéennes ou noires-américaines, elle s'est propagée et se trouve désormais intégrée dans les cultures métissées des sphères francophone, anglophone et néerlandophone. L'usage du tchip est connu dans la littérature depuis des temps assez anciens ; on en trouve ainsi mention dans un écrit haïtien de 1783. Sans remonter aussi loin, on le trouve aussi, par exemple, en 1931 chez Cyril Lionel Robert James.

## Pratiques

### Appellations
Le terme existe d'abord dans de nombreuses langues des pays d'Afrique de l'Ouest,.
Au Burkina Faso, cette onomatopée est appelée « tchouro »[réf. nécessaire]; en Côte d'Ivoire, elle est appelée « tchourou »[réf. nécessaire]. Au Mali, on entendra également les appellations "sourou" ou "msourou" et au Sénégal, on utilise entre autres l'appellation "tchip" (proche du mot antillais "tchip").
Aux États-Unis, les Afro-Américains utilisent les expressions « to suck one's teeth », ce qui signifie littéralement « sucer ses dents », ou « to kiss one's teeth ». Dans la Caraïbe anglophone, on trouve « to kiss your teeth at someone/-thing » aux Bahamas ; au Brésil, ce sera « muxoxo »  et « to steups » à Trinidad et Tobago[réf. nécessaire]. Dans la Caraïbe hispanophone, à Cuba « freír huevo »[réf. nécessaire].
Aux Pays-Bas, dans les Antilles néerlandaises et au Suriname, mais également à Grenade, cette pratique est appelée « tjoerie » ; il s'agit d'un terme sranan. On trouve également parfois la graphie « tyuri ».

### Description linguistique
Il s'agit « d'un registre propre à l'oralité » selon Ursula Baumgardt, coauteure de Littératures orales africaines, qui exprime des éléments ne trouvant pas leur équivalent dans l'écrit. D'un point de vue phonétique, il s'agit, selon les auteurs, d'un clic bilabial ou d'une ingressive vélaire (en). Du point de vue sémiotique ou sociologique, il s'agit selon Yaotcha d'Almeida d'un « élément de communication paraverbale ».
Techniquement, il s'agit de produire un bruit de succion, modulé par le passage de la langue et la position des lèvres. Le bruit produit peut être rendu par l'onomatopée « tchip », le /i/ pouvant être plus ou moins prolongé. Le tchipage comporte souvent également un mouvement de tête dans le mouvement opposé au mouvement de la langue, et peut même être complété d'une posture spécifique. Il n'existe donc pas un seul tchip, mais une multitude.

### Significations
Le tchipage a plusieurs sens différents, en fonction du contexte. 
Il peut s'agir, dans le contexte familial et dans la relation parent à  enfant, d'une marque de désapprobation. Le tchip équivaut assez souvent à un agacement, indiquant la forte désapprobation voire le mépris envers une autre personne,. Il peut également correspondre à un signe de défiance, de rébellion, d'insubordination. Le mouvement de tête marque le fait de se détourner de la personne ciblée par le tchipage. 
Parmi la multitude de tchips, il peut s'agir d'un tchip conversationnel, basique; d'un tchip-berceur, adressé par un parent soucieux des bêtises de son enfant; ou encore le « super-tchip », accompagné d'un coup de langue final, qui exprime le plus profond mépris. On peut également le voir associé à la frustration. Mais il peut aussi avoir une signification badine ou taquine.
Quoiqu'en cours de démocratisation, la pratique du tchip demeure un marqueur identitaire des communautés antillaises ou africaines. Assez présent dans certains collèges et lycées de la région parisienne, il est aussi vu par Philippe Hambye comme « une mise en échec de la culture dominante transmise par l'école ».
On a également vu le tchip pratiqué en politique. Ainsi, la ministre française de la Justice Christiane Taubira l'a employé en réponse aux critiques du Front national.

## Interdiction dans certains lycées et collèges en France
En 2015, à la suite de la multiplication du tchip dans certains collèges et lycées français, le tchip, considéré comme une insulte, « concentré de dédain » d’après Christiane Taubira, commence à être interdit.
En juin 2015, un des premiers lycées à l'interdire est le lycée des métiers Charles-Baudelaire à Évry (Essonne). Éric Bongo, proviseur adjoint, Béninois d'origine, déclare « Le tchip est interdit au lycée, comme toute insulte, car c'est une insulte », « 80 % des élèves, dans certaines classes, sont noirs. Il faut qu'ils se débarrassent de certains codes culturels qui sont inappropriés au monde scolaire et au monde de l'entreprise » explique encore le responsable de l'établissement. À la rentrée scolaire de septembre 2015, c'est un collège d'Évry qui prévoit de l'interdire,.
À l'occasion de cette nouvelle, on voit certains médias s'interroger sur le caractère « stigmatisant » de la mesure.